# Карпи
Карпи (итал. Carpi) град је у северној Италији. Град је значајан град округа Модена у оквиру италијанске покрајине Емилија-Ромања.

## Природне одлике
Град Карпи налази се у јужном делу Падске низије, на 20 км северно од Модене. Град се налази у равничарском крају, северно од подножја Апенина. Велика река По протиче 15 км северно од града.

## Становништво
Према резултатима пописа становништва 2011. у општини је живело 67.268 становника.
| 1931.  | 1936.  | 1951.  | 1961.  | 1971.  | 1981.  | 1991.  | 2001.  | 2011.  |
| ------ | ------ | ------ | ------ | ------ | ------ | ------ | ------ | ------ |
| 33.823 | 34.189 | 37.643 | 45.208 | 55.099 | 60.614 | 60.715 | 61.476 | 67.268 |

Карпи данас има преко 65.000 становника, махом Италијана. Током протеклих деценија у град се доселило много досељеника из иностранства.

## Партнерски градови
- Вернигероде